# Robert Rimbro
Robert Rimbro, född 1952 i Malmö, är en svensk målare och tecknare.
Han studerade vid Akademiet for fri og merkantil kunst i Köpenhamn 1968–1970. 
En av hans lärare där var den kände danske surrealisten Otto Frello. 
Rimbros konst består av lätt samhällssatiriska motiv i olja och akvarell. 
Rimbro finns representerad i Malmö kommun och Vellinge kommun.